# Antoni Traveria
Antoni Traveria Celda (1957-Tarrasa, 23 de mayo de 2018) fue periodista y profesor universitario español. Director de la Casa América en Cataluña, desde 2004 hasta su fallecimiento. 

## Biografía
Licenciado en Ciencias de la Información por la Universidad Autónoma de Barcelona, ejerció a la vez como periodista y como docente. Fue corresponsal de Televisión Española por los países de América del Sur entre 1988 y 1990. También desempeñó cargos ejecutivos en Radio Nacional de España y Televisión Española en Cataluña y en las Islas Baleares. Fue director de contenidos e información del Forum Internacional de las Culturas 2004
Respecto a su actividad docente, fue profesor asociado a las Facultades de Ciencias de la Comunicación de la UAB y de la Universidad Ramon Llull; y profesor del Máster de Relaciones Internacionales en la Facultad de Ciencias de la Comunicación de la Universidad Pompeu Fabra. 
Escribió y colaboró con diversos medios de comunicación escritos y audiovisuales en España y América Latina.